# Physocarpus ribesifolius
Physocarpus ribesifolius är en rosväxtart som beskrevs av Komarov. Physocarpus ribesifolius ingår i släktet smällspireor, och familjen rosväxter. Inga underarter finns listade i Catalogue of Life.